# Theodoros Zagorakis
Theodoros "Thodoris" Zagorakis (grekiska: Θεόδωρος "Θοδωρής" Ζαγοράκης), född 27 oktober 1971 i Lydía, utanför Kavala, är en före detta fotbollsspelare. Han var kapten för det grekiska landslaget som vann EM 2004. UEFA utnämnde honom då till turneringens bästa spelare. Han är för närvarande president i klubben PAOK FC från Thessaloniki.
Zagorakis spelade som defensiv mittfältare för Athlitikos Omilos Kavala (1988-1992), PAOK (1993-1997 och 2005-2007), Leicester City (1998-2000), AEK Aten (2000-2004) och Bologna (2004-2005). Han spelade sin första landslagsmatch för Grekland den 7 september 1994 mot Färöarna. Den 5 oktober 2006 tillkännagav han att han skulle avsluta sin professionella karriär efter 14 år som kapten i landslaget. Han spelade sin sista match på Toumbastadion i Thessaloniki i en vänskapsmatch mot Spanien. Den 18 juni 2007 tillträdde han som president i PAOK.